# Hussam Fadl
Hussam Fadl (* vermutlich 1987 im Irak; † 27. September 2016 in Berlin) war ein in Deutschland lebender Iraker, der von Polizisten erschossen wurde.

## Flucht und Tod
Fadl floh im Jahr 2014 mit seiner Frau und seinen drei Kindern über das Mittelmeer und die Balkanroute aus dem Irak nach Deutschland. Die Familie kam in der Flüchtlingsunterkunft in der Kruppstraße in Berlin-Moabit unter. 
Am Abend des 27. September 2016 erschien die Polizei dort, um einen Mann festzunehmen, dem vorgeworfen wurde, die sechsjährige Tochter von Fadl sexuell missbraucht zu haben. Als der Verdächtige gefesselt im Polizeifahrzeug saß, lief Fadl auf den Wagen zu. Die anwesenden Polizisten gaben daraufhin offenbar von hinten vier Schüsse auf ihn ab. Er verstarb kurz darauf im Krankenhaus.
Es gibt widersprüchliche Zeugenaussagen dazu, ob Fadl zu dem Zeitpunkt der Schüsse ein Messer in der Hand hielt. Laut Aussagen der Beamten, die ihn sehen konnten, war dies nicht der Fall. Auf einem Messer, das beim Tatort auftauchte, waren keine Fingerabdrücke des Getöteten zu finden. Staatsanwaltliche Ermittlungen zu dem Fall wurden 2017 mit Verweis auf Notwehr zunächst eingestellt, nach einem Antrag des Berliner Kammergerichts allerdings wieder aufgenommen. Aktivisten fordern, dass eine andere Staatsanwaltschaft zuständig wird. Medien warfen Zweifel an der Darstellung der Tat durch die Polizei auf.
Zum derzeitigen Zeitpunkt (Stand 2020) würden die Ermittlungen eingestellt und die Schüsse auf Fadl werden zur Notwehr gezählt.